# Irish Champion Stakes
 (décembre 2023).
Si vous disposez d'ouvrages ou d'articles de référence ou si vous connaissez des sites web de qualité traitant du thème abordé ici, merci de compléter l'article en donnant les références utiles à sa vérifiabilité et en les liant à la section « Notes et références ».
Groupe 1
Les Irish Champion Stakes est une course hippique de plat se déroulant au mois de septembre sur l'hippodrome de Leopardstown, près de Dublin, en Irlande.

## Caractéristiques et histoire
C'est une course de groupe 1 ouverte au chevaux de 3 ans et plus et se déroulant sur 2 000 mètres. L'allocation s'élève à 1 000 000 €.
La course a été créée en 1976, sous le nom de Joe McGrath Memorial Stakes, rendant hommage à l'homme politique et éleveur/propriétaire John McGrath (1887-1966). En 1984, elle est transférée sur l'hippodrome de Phoenix Park et prend l'appellation "Phoenix Champion Stakes", puis revient à  Leopardstown en 1991 et prend son nom actuel. 

### Records
Chrono : 
- 2'00"92, par Snow Fairy en 2012.

Victoires : 
- Dylan Thomas (2006, 2007)
- Magical (2019, 2020)

Jockeys
- Michael Kinane – 7 – Carroll House (1989), Cezanne (1994), Pilsudski (1997), Giant's Causeway (2000), High Chaparral (2003), Azamour (2004), Sea The Stars (2009)

Entraîneurs
- Aidan O'Brien – 11 – Giant's Causeway (2000), High Chaparral (2003), Oratorio (2005), Dylan Thomas (2006, 2007), Cape Blanco (2010), So You Think (2011), Magical (2019, 2020), St Mark's Basilica (2021), Luxembourg (2022), Auguste Rodin (2023)

Propriétaires
- Coolmore  – 12 – Giant's Causeway (2000), High Chaparral (2003), Oratorio (2005), Dylan Thomas (2006, 2007), Cape Blanco (2010), So You Think (2011), Magical (2019, 2020), St Mark's Basilica (2021), Luxembourg (2022), Auguste Rodin (2023)

## Palmarès
| Année | Vainqueur          | S/A | Pays        | Père             | Jockey               | Entraîneur         | Propriétaire               | Deuxième           | Troisième         | Temps   |
| ----- | ------------------ | --- | ----------- | ---------------- | -------------------- | ------------------ | -------------------------- | ------------------ | ----------------- | ------- |
| 2024  | Economics          | M.3 | Royaume-Uni | Night of Thunder | Tom Marquand         | William Haggas     | Isa Salman Al Khalifa      | Auguste Rodin      | Shin Emperor      | 2'03"20 |
| 2023  | Auguste Rodin      | M.3 | Irlande     | Deep Impact      | Ryan Moore           | Aidan O'Brien      | Coolmore                   | Luxembourg         | Nashwa            | 2'02"68 |
| 2022  | Luxembourg         | M.3 | Irlande     | Camelot          | Ryan Moore           | Aidan O'Brien      | Coolmore                   | Onesto             | Vadeni            | 2'12"10 |
| 2021  | St Mark's Basilica | M.3 | Irlande     | Siyouni          | Ryan Moore           | Aidan O'Brien      | Coolmore                   | Tarnawa            | Poetic Flare      | 2'11"19 |
| 2020  | Magical            | F.5 | Irlande     | Galileo          | Seamie Heffernan     | Aidan O'Brien      | Coolmore                   | Ghaiyyath          | Armory            | 2'05"08 |
| 2019  | Magical            | F.4 | Irlande     | Galileo          | Ryan Moore           | Aidan O'Brien      | Coolmore                   | Magic Wand         | Anthony Van Dyck  | 2'06"49 |
| 2018  | Roaring Lion       | M.3 | Royaume-Uni | Kitten's Joy     | Oisin Murphy         | John Gosden        | Qatar Racing Ltd           | Saxon Warrior      | Deauville         | 2'07"21 |
| 2017  | Decorated Knight   | M.5 | Royaume-Uni | Galileo          | Andrea Atzeni        | Roger Charlton     | Al Homaizi & Al Sagar      | Poet's Word        | Eminent           | 2'08"36 |
| 2016  | Almanzor           | M.3 | France      | Wootton Bassett  | Christophe Soumillon | Jean-Claude Rouget | Antonio Caro               | Found              | Minding           | 2'08"93 |
| 2015  | Golden Horn        | M.3 | Royaume-Uni | Cape Cross       | Lanfranco Dettori    | John Gosden        | Anthony E. Oppenheimer     | Found              | Free Eagle        | 2'05"41 |
| 2014  | The Grey Gatsby    | M.3 | Royaume-Uni | Mastercraftsman  | Ryan Moore           | Kevin Ryan         | Frank Gillespie            | Australia          | Trading Leather   | 2'03"18 |
| 2013  | The Fugue          | F.4 | Royaume-Uni | Dansili          | William Buick        | John Gosden        | Lord A. Lloyd-Webber       | Al Kazeem          | Trading Leather   | 2'05"22 |
| 2012  | Snow Fairy         | F.4 | Royaume-Uni | Intikhab         | Frankie Dettori      | Ed Dunlop          | Anamoine Ltd               | Nathaniel          | St Nicholas Abbey | 2'00"92 |
| 2011  | So You Think       | M.5 | Australie   | High Chaparral   | Seamie Heffernan     | Aidan O'Brien      | Coolmore, Tan & Yahaya     | Snow Fairy         | Famous Name       | 2'04"20 |
| 2010  | Cape Blanco        | M.3 | Irlande     | Galileo          | Seamie Heffernan     | Aidan O'Brien      | Coolmore                   | Rip Van Winkle     | Twice Over        | 2'03"83 |
| 2009  | Sea The Stars      | M.3 | Irlande     | Cape Cross       | Michael Kinane       | John Oxx           | Christopher Tsui           | Fame and Glory     | Mastercraftsman   | 2'03"90 |
| 2008  | New Approach       | M.3 | Irlande     | Galileo          | Kevin Manning        | Jim Bolger         | Princesse Haya de Jordanie | Traffic Guard      | Mores Wells       | 2'07"57 |
| 2007  | Dylan Thomas       | M.4 | Irlande     | Danehill         | Kieren Fallon        | Aidan O'Brien      | Coolmore                   | Duke of Marmalade  | Red Rock Canyon   | 2'02"27 |
| 2006  | Dylan Thomas       | M.3 | Irlande     | Danehill         | Kieren Fallon        | Aidan O'Brien      | Coolmore                   | Ouija Board        | Alexander Goldrun | 2'02"90 |
| 2005  | Oratorio           | M.3 | Irlande     | Danehill         | Kieren Fallon        | Aidan O'Brien      | Coolmore                   | Motivator          | Alexander Goldrun | 2'03"90 |
| 2004  | Azamour            | M.3 | Irlande     | Key of Luck      | Michael Kinane       | John Oxx           | Aga Khan                   | Norse Dancer       | Powerscourt       | 2'01"90 |
| 2003  | High Chaparral     | M.4 | Irlande     | Sadler's Wells   | Michael Kinane       | Aidan O'Brien      | Coolmore                   | Falbrav            | Islington         | 2'03"30 |
| 2002  | Grandera           | F.4 | Royaume-Uni | Grand Lodge      | Frankie Dettori      | Saeed Bin Suroor   | Godolphin                  | Hawk Wing          | Best of The Bests | 2'04"70 |
| 2001  | Fantastic Light    | M.5 | Royaume-Uni | Rahy             | Frankie Dettori      | Saeed Bin Suroor   | Godolphin                  | Galileo            | Bach              | 2'01"80 |
| 2000  | Giant's Causeway   | M.3 | Irlande     | Storm Cat        | Michael Kinane       | Aidan O'Brien      | Sue Magnier                | Greek Dance        | Best of The Bests | 2'03"10 |
| 1999  | Daylami            | M.5 | France      | Doyoun           | Frankie Dettori      | Saeed Bin Suroor   | Godolphin                  | Dazzling Park      | Dream Well        | 2'08"40 |
| 1998  | Swain              | M.6 | France      | Nashwan          | Frankie Dettori      | Saeed Bin Suroor   | Godolphin                  | Alborada           | Xaar              | 2'10"20 |
| 1997  | Pilsudski          | M.5 | Royaume-Uni | Polish Precedent | Michael Kinane       | Michael Stoute     | Lord Weinstock             | Desert King        | Alhaarth          | 2'04"70 |
| 1996  | Timarida           | F.4 | Irlande     | Kalaglow         | Johnny Murtagh       | John Oxx           | S.A. Aga Khan              | Dance Design       | Glory of Dancer   | 2'06"20 |
| 1995  | Pentire            | M.3 | Royaume-Uni | Be My Guest      | Michael Hills        | Geoff Wragg        | Mollers Racing             | Freedom Cry        | Flagbird          | 2'04"40 |
| 1994  | Cezanne            | M.5 | Royaume-Uni | Adjal            | Michael Kinane       | Michael Stoute     | Godolphin                  | Del Deya           | Grand Lodge       | 2'07"90 |
| 1993  | Muhtarram          | M.4 | Royaume-Uni | Alleged          | Willie Carson        | John Gosden        | Hamdan Al Maktoum          | Opera House        | Lord of The Field | 2'06"10 |
| 1992  | Dr Devious         | M.3 | Royaume-Uni | Ahonoora         | John Reid            | Peter Chapple-Hyam | Jenny Craig                | St Jovite          | Alflora           | 2'10"00 |
| 1991  | Suave Dancer       | M.3 | France      | Green Dancer     | Cash Asmussen        | John Hammond       | Henri Chalhoub             | Environment Friend | Stagecraft        | 2'06"80 |
| 1990  | Elmaamul           | M.3 | Royaume-Uni | Diesis           | Willie Carson        | Dick Hern          | Hamdan Al Maktoum          | Sikeston           | Kostroma          | 2'02"90 |
| 1989  | Carroll House      | M.4 | Royaume-Uni | Lord Gayle       | Michael Kinane       | Michael Jarvis     | Antonio Balzarini          | Citidancer         | Petrullo          | 2'04"00 |
| 1988  | Indian Skimmer     | F.4 | Royaume-Uni | Storm Bird       | Michael Roberts      | Henry Cecil        | Cheikh Al Maktoum          | Shady Heights      | Triptych          | 2'06"50 |
| 1987  | Triptych           | F.5 | France      | Riverman         | Tony Cruz            | Patrick Biancone   | Alan Clore                 | Bob Back           | Damister          | 2'06"70 |
| 1986  | Park Express       | M.3 | Irlande     | Ahonoora         | John Reid            | Jim Bolger         | Paddy Burns                | Seattle Song       | Princess Pati     | 2'02"50 |
| 1985  | Commanche Run      | M.4 | Royaume-Uni | Run The Gantlet  | Lester Piggott       | Luca Cumani        | Ivan Allan                 | Wassl              | General Holme     | 2'09"20 |
| 1984  | Sadler's Wells     | M.3 | Irlande     | Northern Dancer  | Pat Eddery           | Vincent O'Brien    | Robert Sangster            | Kond of Hush       | Punctilio         | 2'00"90 |